# Dan Yochum
Dan Yochum (né le 19 août 1950 et mort le 26 août 2020) est un joueur américain de football canadien et de football américain.

## Carrière
Né à Bethlehem  en Pennsylvanie, Dan Yochum a fréquenté le Liberty High School de sa ville natale, puis l'université de Syracuse où il fait partie de l'équipe de football américain du Orange. Il y joue d'abord comme ailier défensif, puis est muté à la ligne offensive lors de sa dernière année. Sa carrière universitaire a été brillante et il a été sélectionné pour jouer dans le Chicago College All-Star Game (en) de juillet 1972, un match annuel entre l'équipe championne du Super Bowl (les Cowboys de Dallas en 1972) et une sélection des meilleurs joueurs universitaires du pays. Entretemps, il avait été repêché en deuxième ronde, le 37e choix au total, par les Eagles de Philadelphie. Cependant, les négociations avec les Eagles pour signer un contrat traînèrent en longueur et Yochum ne se présenta pas au camp d'entraînement. Les Eagles pensaient avoir convaincu Yochum d'accepter un contrat le 14 août, mais celui-ci accepta plutôt l'offre plus généreuse des Alouettes de Montréal de la Ligue canadienne de football.
Lors de la première saison de Yochum à Montréal, en 1972, les Alouettes terminèrent avec une des pires fiches de leur histoire, quatre victoires et dix défaites. Cependant, l'arrivée de Yochum et de plusieurs autres recrues, dont Junior Ah You, Dickie Harris et Don Sweet, contribua à former le noyau de l'équipe qui sera une des plus puissantes du football canadien pour le reste de la décennie. Au cours des six saisons suivantes, Yochum est nommé à chaque fois dans l'équipe des étoiles de la division Est, et pour les quatre dernières (1975 à 1978), également dans l'équipe des étoiles de la ligue. En 1976, il est choisi meilleur joueur de ligne offensive de la LCF. Il participe à quatre matchs de la coupe Grey, et fait partie de l'équipe championne en 1974 et 1977. 
En juin 1980, il annonce qu'il prend sa retraite au moment où les négociations concernant le renouvellement de son contrat sont bloquées. En octobre de la même année, les Eskimos d'Edmonton s'intéressent à ses services, et il rejoint l'équipe, mais il est blessé et ses statistiques n'indiquent aucun match joué avec Edmonton.
En 2020, il contracte la COVID-19 et en réchappe, mais meurt peu après, le 26 août, de complications cardiaques à sa résidence du Saucon Valley Manor, à Hellertown en Pennsylvanie.

## Trophées et honneurs
- Équipe d'étoiles de la division Est : 1973 à 1978[8]
- Équipe d'étoiles de la Ligue canadienne de football : 1975-1978
- Trophée Léo-Dandurand (meilleur joueur de ligne offensive de la division Est) : 1976
- Trophée Schenley du meilleur joueur de ligne offensive de la LCF : 1976
- Intronisé au Temple de la renommée du football canadien en 2004.